# Schwäbisch-Hällisches Landschwein

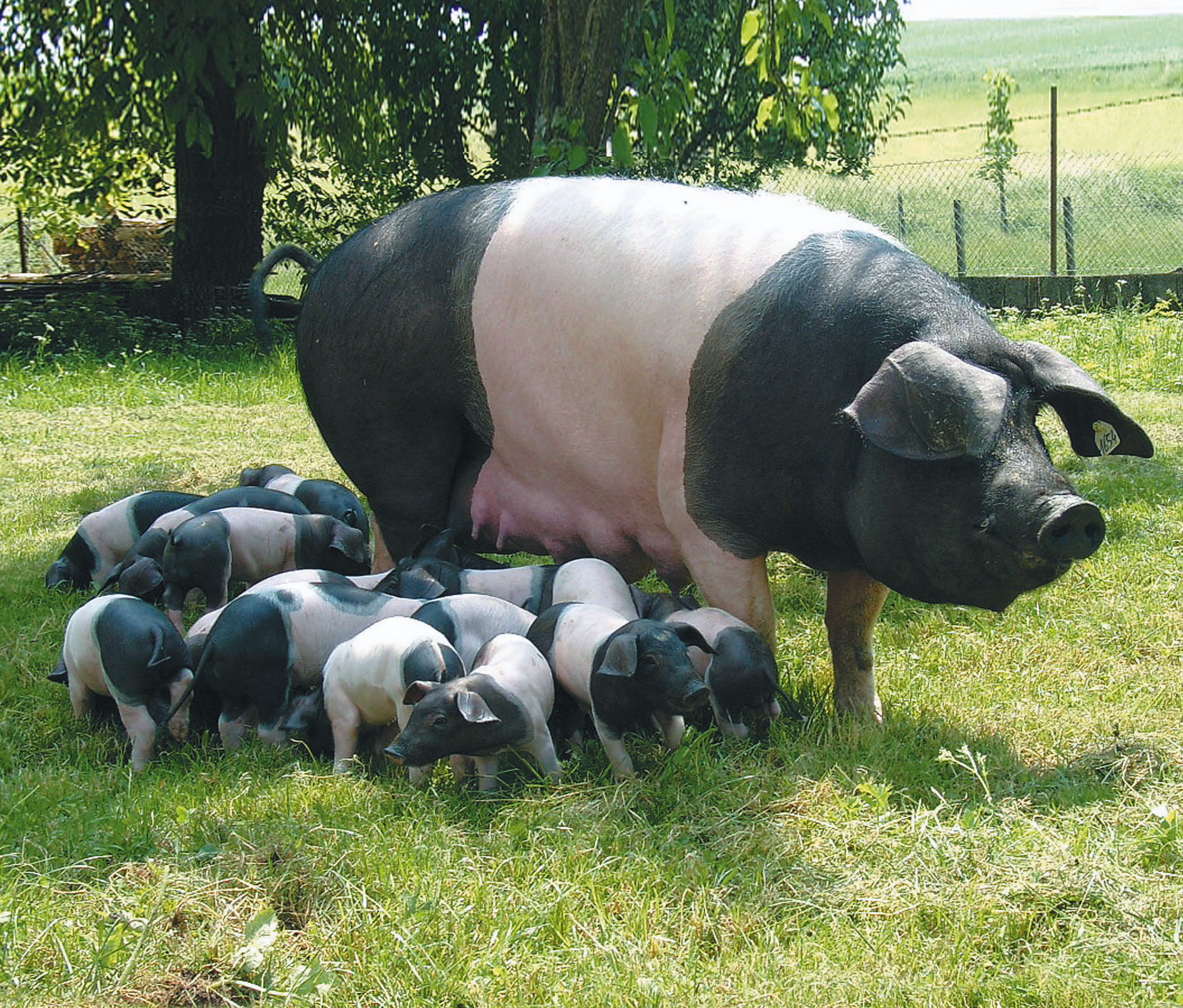
Schwäbisch-Hällisches Landschwein

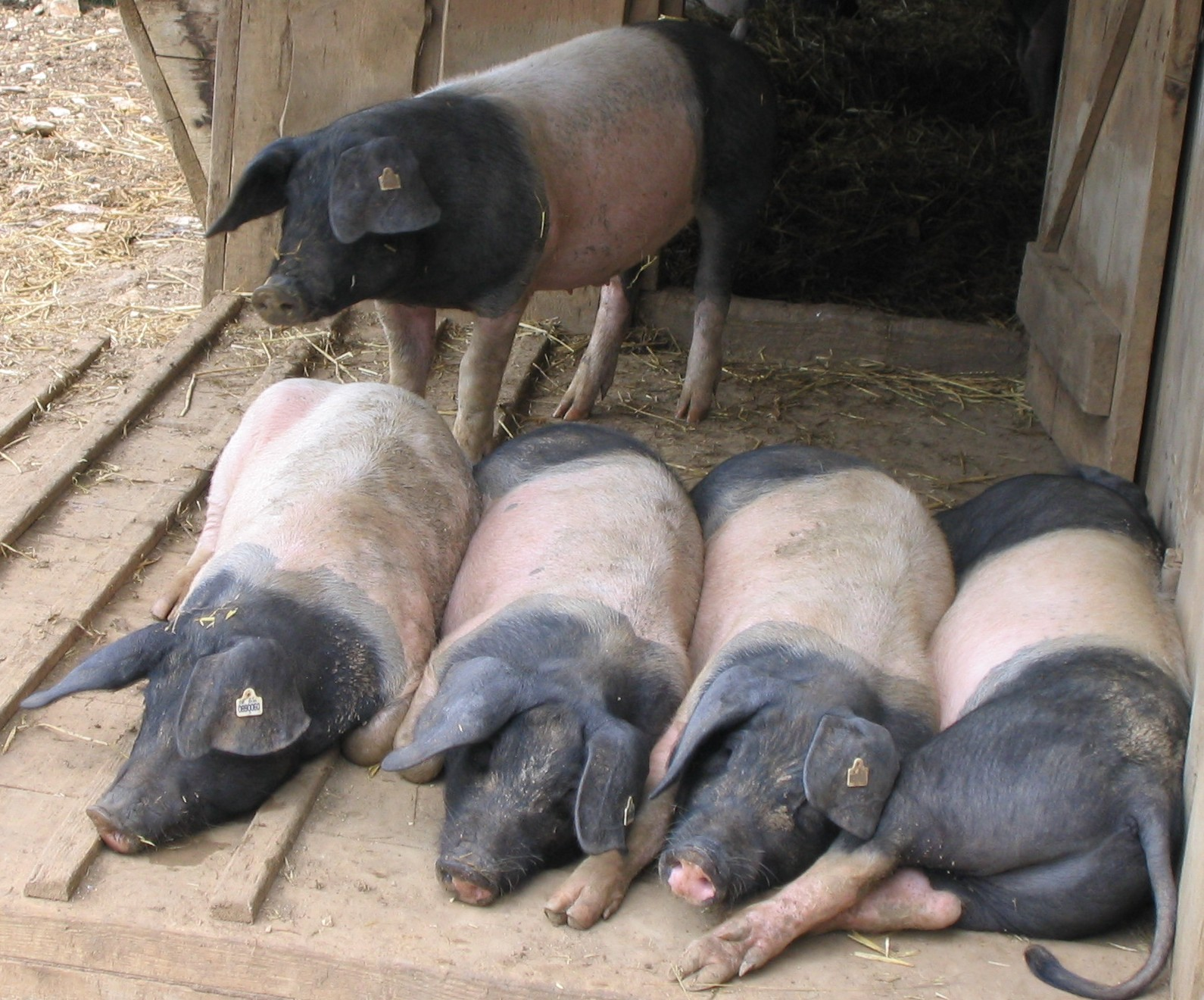
Ruhepause im Freilichtmuseum Neuhausen ob Eck

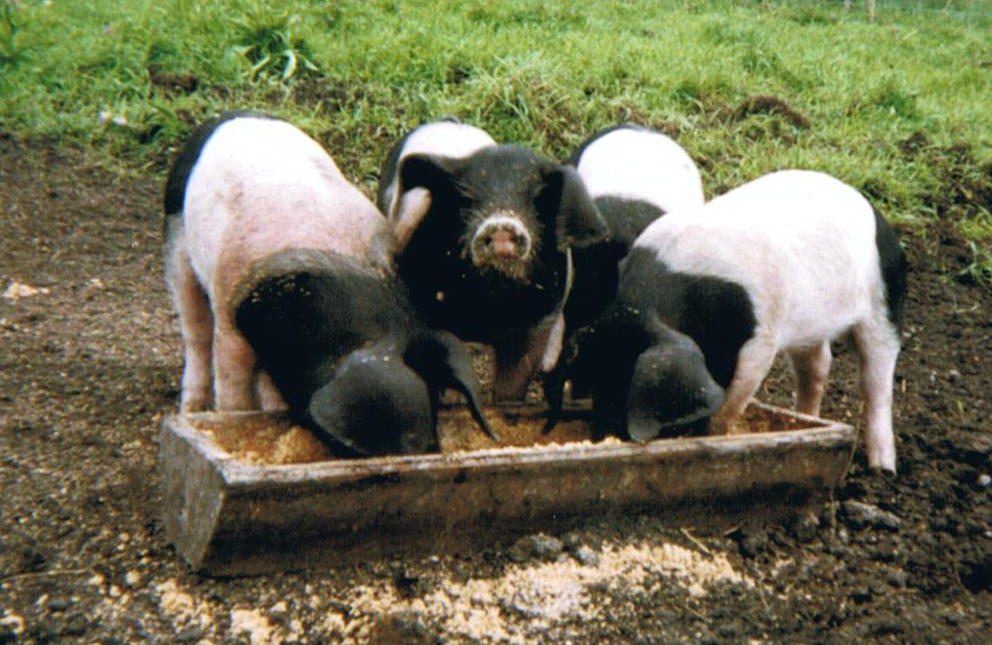
Ferkel vom Schwäbisch-Hällischen Landschwein

Das Schwäbisch-Hällische Landschwein, auch Schwäbisch-Hällisches Schwein (SH), Hällisch-Fränkisches Landschwein oder umgangssprachlich „Mohrenköpfle“ genannt, ist eine alte Hausschweinrasse. Der Verbreitungsschwerpunkt der Rasse liegt im Nordosten Baden-Württemberg, insbesondere im namengebenden Landkreis Schwäbisch Hall.

## Merkmale
Die Eber der Rasse werden etwa 90 cm hoch (Widerrist) und 275–350 kg schwer, die Sauen etwa 80 cm hoch und 222–275 kg schwer. Farbliche Kennzeichen sind der schwarze Kopf und das schwarze Hinterteil. Die Abgrenzung erfolgt durch einen Säumungsstreifen, an dem weiße Haare auf schwarz pigmentierter Haut wachsen. Von ihrer Färbung rührt auch die verbreitete umgangssprachliche Bezeichnung „Mohrenköpfle“. Rüsselscheibe und Schwanzspitze sollen bevorzugt weiß sein. Typisch sind zudem das große Schlappohr und die gerunzelte Stirn. Diese Maske weist auf den Einfluss der zu Beginn der Zucht ab dem Jahr 1820 eingekreuzten chinesischen Schweinen hin.

## Geschichte
Der württembergische König Wilhelm I. führte 1820 zur Förderung der Landwirtschaft chinesische Maskenschweine ein, durch deren Kreuzung mit einheimischen Rassen die Schwäbisch-Hällischen Schweine entstanden. Auch die anderen europäischen Sattelschweinerassen entstanden auf ähnliche Weise. Farbliche Kennzeichen sind der schwarze Kopf und das schwarze Hinterteil. Die Abgrenzung erfolgt durch einen Säumungsstreifen, wo weiße Haare auf schwarz pigmentierter Haut wachsen.
Die erste Züchtervereinigung wurde 1925 gegründet. Dank ihrer hohen Fleischqualität und sehr guten Muttereigenschaften wurden noch in den 1940er Jahren im Landkreis Schwäbisch Hall fast ausschließlich Schwäbisch-Hällische Schweine gehalten. In späteren Jahren wurden sie von anderen Rassen verdrängt, die dem inzwischen erwachten Wunsch der Verbraucher nach magerem Fleisch eher entsprachen. Ende der 1970er bis Anfang der 1980er Jahre galten sie sogar schon als ausgestorben (Ingenieurarbeit Ernst Gerstlauer 1979 FH Weihenstephan).

## Neuanfang
Engagierte Landwirte rund um den Agraringenieur Rudolf Bühler aus Wolpertshausen begannen 1984 mit nur sieben reinrassigen Mutterschweinen und einem Eber eine neue Zucht. 1986 wurde die Züchtervereinigung Schwäbisch-Hällisches Schwein (ZVSH) gegründet. Die größten Erfolge waren die mehrmaligen Bundessiege für die beste Fleischqualität bei der Internationalen Grünen Woche Berlin. 1987 erklärte die Gesellschaft zur Erhaltung alter und gefährdeter Haustierrassen (GEH) das Schwäbisch-Hällische Landschwein zur Gefährdeten Nutztierrasse des Jahres. Im Januar 2014 wurde das reinrassige Schwäbisch-Hällische Landschwein von Slow Food als Passagier der Arche des Geschmacks aufgenommen. Schwäbisch-Hällische Schweine werden heute überwiegend in Betrieben gehalten, die der Züchtervereinigung Schwäbisch-Hällisches Landschwein angeschlossen sind.
Heute besteht die ZVSH aus mehr als 120 Mitgliedern, die sich aus Züchtern und Förderern der alten Rasse zusammensetzen. 18 Herdbuchzüchter sorgen für den Fortbestand der alten Landrasse. 440 eingetragene Schwäbisch-Hällische Herdbuchsauen und 36 Herdbucheber aus neun Linien bilden die Nukleusherde, insgesamt stehen 3800 Sauen im Schwäbisch-Hällischen Zuchtbuch.
Zuchtziel ist ein widerstandsfähiges, langlebiges, milchergiebiges Schwein mit hoher Fruchtbarkeit und besten Muttereigenschaften. Es soll frohwüchsig und großrahmig sein, eine gute Futterverwertung haben sowie bei ausreichendem Muskelfleischanteil eine hervorragende Fleischbeschaffenheit aufweisen und sich für alle Haltungsformen einschließlich Weidehaltung eignen.

## Herkunftsschutz
Im Jahr 1998 wurde Schwäbisch Hällisches Qualitätsschweinefleisch als geschützte geografische Angabe (g.g.A.) ins Register der europaweit geschützten Herkunftsbezeichnungen aufgenommen.
Schwäbisch Hällisches Qualitätsschweinefleisch muss von Tieren stammen, die gemäß einer festgelegten Spezifikation aufgezogen, gemästet und geschlachtet wurden. Sie müssen überdies aus dem Landkreis Schwäbisch Hall oder den benachbarten Landkreisen Hohenlohe, Ansbach, Main-Tauber, Rems-Murr oder Ostalb stammen und dürfen auch nur dort gezüchtet werden. Für den Fall einer Seuche, die die Tötung aller süddeutschen Tiere erforderlich machen sollte und das Hällische Landschwein zum Verschwinden bringen würde, gibt es einige Züchter außerhalb des Gebiets. Die Tiere müssen unter anderem mit gentechnikfrei erzeugtem Futter aus der Region und ohne Masthilfsstoffe gefüttert werden.
2001 verglichen Wissenschaftler der Universität für Bodenkultur Wien und das Forschungsinstitut für biologischen Landbau FIBL, Schweiz, in einer Studie die CO2-Emissionen von konventionell erzeugtem Schweinefleisch und Schwäbisch-Hällischem Qualitätsschweinefleisch g.g.A. Der Studie zufolge werden bei der Erzeugung von Schwäbisch-Hällischem Qualitätsschweinefleisch g.g.A. 31 % weniger CO2-Emissionen verursacht, in der Bio-Variante 49 % weniger. Ausschlaggebend für die positive Klimabilanz sind heimisches Futter, Donau-Soja statt Tropen-Soja, kurze Transportwege und eigene Schlachtung.